# Mondialisation économique
Cet article est destiné à reprendre et préciser les aspects économiques et financiers de l'article Mondialisation lequel est axé plus largement sur les différentes dimensions du phénomène.
 (mai 2013).
Si vous disposez d'ouvrages ou d'articles de référence ou si vous connaissez des sites web de qualité traitant du thème abordé ici, merci de compléter l'article en donnant les références utiles à sa vérifiabilité et en les liant à la section « Notes et références ».

Lindice d'ouverture commerciale au cours de cinq siècles. Cet indice est défini comme la somme des exportations et importations mondiales, divisée par le PIB mondial. Chaque série correspond à une source différente.

La mondialisation économique est l'accélération, à l'échelle mondiale, des échanges de biens et de services rendue possible grâce à la levée progressive des entraves au commerce dans le cadre de l'accord général sur les tarifs douaniers et le commerce (GATT) puis de l'Organisation mondiale du commerce (OMC) depuis 1995 et par le développement des moyens de transport et de communication.

## Les étapes de la mondialisation duXXesièclesur le plan économique
Issue d'un processus historique (voir l'article mondialisation), la mondialisation économique contemporaine est apparue en trois étapes, qui tendent en fait à se chevaucher:
- Internationalisation des flux financiers et commerciaux
- Implantations à l'étranger des entreprises
- Globalisation de l'économie

En 2006, des chercheurs de l'École Polytechnique Fédérale de Zurich en Suisse proposent un indicateur composite visant à mesurer le degré de mondialisation d'un pays: l'indice de mondialisation KOF. Cet indicateur, parmi les plus utilisés dans la littérature économique internationale, mesure notamment l'intégration économique internationale. Il mesure la présence d'un pays dans l'économie mondiale en évaluant ses flux commerciaux (importations et exportations) et ses investissements directs étrangers.

### Internationalisation des flux commerciaux et financiers
Les différentes périodes de mondialisation économique (des Foires de Champagne à la mondialisation libérale actuelle, en passant par la Route de la soie) présentent des points communs du développement du commerce international sous l'effet :
- d'une expansion des transports (maritime, chemin de fer, routier ou aérien);
- de nouvelles méthodes normalisées de logistique et transport des produits et marchandises (conteneurs) ;
- de mises en place d'outils monétaires et financiers internationaux (remontant dans le temps aux lettres de change et de crédit et aux comptoirs des Templiers) ;
- d'une diversification de produits et services due à des innovations ;
- la population, ce qui a favorisé ou créé une demande ;
- d'un développement des modes de communication et de circulation des personnes qui a fait naître un attrait des consommateurs pour les produits venant d'ailleurs ;
- d'accords internationaux de libre-échange qu'ils soient multilatéraux ou bilatéraux.

Au cours de la période contemporaine, la spécialisation géographique des activités a favorisé le développement des flux commerciaux entre pays. C'est ainsi que :
- La portion du commerce international qui se développe le plus est celle qui est « intra-groupe », autrement dit entre les filiales de chacun des groupes d'entreprises à implantation mondiale. Chacune est spécialisée dans des activités données en fonction notamment du principe de l'avantage compétitif local.
- La sous-traitance internationale se développe également fortement dans le même esprit de spécialisation locale.

Dans le même temps, un fort développement des marchés financiers, avec en parallèle une libération des changes, a créé un large système de financement des opérations de commerce et d'investissement au niveau international.

### Implantations au niveau international
L'implantation des entreprises au niveau international se développe dans un double but :
- distribuer leurs biens et services dans tous les pays pour couvrir le marché mondial et ainsi assurer la croissance du chiffre d'affaires et obtenir l'économie d'échelle qu'apportent de plus gros débouchés,
- produire chaque élément dans le pays où les conditions sont les plus favorables, comme le montre plus haut le développement des flux intergroupes,
- accéder à des produits et des matières premières rares (exemple de Total-Elf qui s'installe dans le golfe de Guinée).

## Phénomènes économiques concomitants

### Développement de l'économie de la connaissance
En parallèle, une certaine saturation de l'économie de type industriel issue des siècles précédents (on parle ainsi d'économie post-industrielle), fait que l'information sous forme électronique (informatique), l'économie de la connaissance, les services, l'organisation et la gestion financière tendent à prendre le pas, en termes de poids économiques, sur la production de biens matériels, dans les pays dits développés.
Ces phénomènes sont indirectement liés à la mondialisation, et sont un volet concomitant du schéma de développement économique contemporain. Le développement du commerce électronique (B2B…) sur le Web en est l'expression la plus manifeste (voir infra). L'économie devient extrêmement volatile, les flux entre partenaires pouvant être réalisés en quelques fractions de secondes à l'échelle mondiale.

### Spécialisation des productions à l'échelle mondiale
Les évolutions récentes des échanges internationaux conduisent à envisager des répartitions assez nettes des différents types de production :
- Production manufacturière en Asie du Sud, Asie de l'Est et Asie du Sud-Est
- Production de biens à forte teneur en travail qualifié et à forte teneur capitalistique, recherche, conception dans les pays développés : Japon, États-Unis et Europe de l'Ouest.
- Positionnement à la marge de l'Afrique et de l'Amérique du Sud, jouant un rôle de fourniture de matières premières et de production spécialisées.

Cette vision très simplifiée est contestable ; les particularismes régionaux et les coûts de transport font que les spécialisations des zones resteront incomplètes.
Dans la « lutte » entre pays développés pour accueillir les principaux centres de recherche interviennent différentes politiques des états. L'Union européenne, en légère perte de vitesse face aux États-Unis, a mis en place la stratégie de Lisbonne. La stratégie américaine s'appuie sur une concentration des moyens de recherche et sur une politique de prédominance dans les technologies de l'information.

## Aspects institutionnels
La diminution des pouvoirs des institutions nationales face à une économie devenue mondiale a conduit à monter des organisations multilatérales ayant chacune un rôle de coordination à l'échelle du monde sur un domaine économique particulier.

### Organisations internationales
Parmi ces organisations, on peut citer principalement :
- l'OMC (Organisation mondiale du commerce) basée à Genève,
- d'autres organisations soit à objectifs parallèles (Banque mondiale, FMI, OIT), soit spécialisées dans des secteurs économiques et professionnels très précis, par exemple la navigation, les télécommunications (Union internationale des télécommunications).
- la Chambre de commerce internationale,
- le Business Action for Sustainable Development,
- les Nations unies, qui disposent d'un organisme réglementant le commerce électronique à l'échelle mondiale, UN/CEFACT, sur la base du registre ebXML.Développement des échanges commerciaux,
- la Division internationale du travail.

Ces institutions sont chargées d'étendre les possibilités d'échanges entre pays à la plupart des transactions, dans un souci de croissance économique, d'équilibre des flux, et de concurrence non biaisée. Elles tentent de réglementer le commerce international par voie de traités multilatéraux d'abaissement ou d'élévation réciproques des barrières douanières, et plus récemment, à la suite des critiques des altermondialistes, elles accompagnent cette action d'aide au développement économique.
Elles prennent maintenant en compte, au moins en partie, des aspects sociaux et environnementaux (voir développement durable sur les aspects généraux, et responsabilité sociétale des entreprises sur les points intéressant directement les entreprises).
Ces institutions définissent des traités internationaux, qui s'imposent à la Communauté européenne, et s'introduisent dans le droit communautaire par les livres verts, livres blancs et autres directives. Le droit d'initiative de la Commission est en fait très réduit du fait de l'obligation qui lui est faite d'appliquer les traités internationaux.

### Informatique et technologies de l'information

#### Traductions
La mondialisation induit des besoins de traduction qui donnent notamment naissance à l'Histoire de la traduction automatique.

#### Technologies de l'information et commerce électronique
Concernant les Technologies de l'information, une mention particulière doit être faite au commerce électronique. Celui-ci est régi par la spécification technique ebXML. Un organisme des Nations unies, UN/CEFACT, est chargé de développer, d'approuver et de maintenir les contenus d'affaires conformes à ebXML.
La Chine a adopté ebXML comme standard national de commerce électronique.
À la différence des États-Unis, qui gèrent des registres de métadonnées pour les fonctions régaliennes (voir registres de métadonnées aux États-Unis), l'Union européenne ne tient pas, en dehors de l'agence européenne de l'environnement (liée au projet américain XMDR), de registre de métadonnées. La spécification technique ebXML se présente donc dans l'Union européenne comme le seul standard définissant le cadre européen d'interopérabilité informatique.
Or, il existe un autre standard d'interopérabilité (Dublin Core) qui sert de référentiel pour des registres de métadonnées gouvernementaux (informations d'autorité). Toute mise en œuvre de métadonnées employant le Dublin Core nécessite de mettre en place des règles de gestion des enregistrements par des autorités (du type ISO 11179). Ceci n'est pas toujours réalisé.

## Conséquences de la mondialisation économique
L'évaluation des conséquences de la mondialisation économique comprend plusieurs volets, très contrastés selon la richesse du pays considéré. En effet, elle a permis à de nombreux pays d'ouvrir leurs frontières et de permettre le commerce international.

### Environnement
En 1993, dans le cadre du débat sur l'Alena (Accord de libre-échange nord-américain), M. Grossman et A. Krueger ont tenté de décrire les effets de la mondialisation économique sur l'environnement. Ces auteurs ont distingué trois effets principaux de l'internationalisation des échanges.
- Un effet de composition lié à la spécialisation des pays permet selon eux une meilleure utilisation des ressources naturelles, ce qui doit être favorable à l'environnement.

- Le second effet, dit effet d'échelle, est lié à l'accroissement de la production, qui selon la théorie du libre-échange découle du commerce international. Il est donc nuisible à l'environnement en tant qu'effet de la croissance économique.

- Mais selon ces auteurs, un effet technique de la mondialisation vient contrebalancer cette nuisance : la libéralisation permet des transferts de technologies favorables à l'environnement ainsi qu'une hausse des revenus des habitants qui deviendraient alors plus exigeants en matière environnementale.

Toutefois, d'autres auteurs pensent que les transferts de technologie correspondent à une substitution de capital naturel par un capital de connaissances (durabilité faible).

### Pays riches
Pour les pays riches, la mondialisation économique comporte deux bénéfices essentiels. Le premier profite au consommateur, qui a accès à un éventail plus large de biens (diversité) à un prix plus faible que s'ils étaient fabriqués dans le pays même. Quantitativement, cet effet est considérable, et peut être appréhendé en additionnant les gains des consommateurs à l'achat de produits textiles chinois. Le second bénéfice profite aux détenteurs du capital, qui obtiennent un meilleur rendement de leurs capitaux soit en délocalisant les usines dans des pays à moindre coût de production soit en utilisant sur place une main d’œuvre issue des pays pauvres.
Les pays riches souffrent en revanche de la délocalisation de leurs industries intensives en main-d'œuvre peu qualifiée, ainsi que de la concurrence accrue entre pays riches eux-mêmes.
Les études quantitatives économétriques tentant d'évaluer ces deux aspects arrivent toutes à la conclusion que les gains des pays riches à la division internationale du travail sont supérieurs aux pertes (délocalisations, désindustrialisation) par plusieurs ordres de grandeur[réf. nécessaire]. Le problème des pays riches face à la mondialisation économique serait donc avant tout un problème de répartition de gains afin de pouvoir indemniser les perdants en leur accordant une part des gains proportionnée à leur perte.
La mondialisation économique incite également les pays riches à se faire concurrence en matière de réglementation, de protection sociale, de fiscalité et d'éducation. Le bilan de cette concurrence est actuellement impossible à établir. Pour les uns, elle conduit à un moins-disant dans tous les domaines, tandis que pour les autres elle met en évidence les inefficacités des différents modèles sociaux (voir : Dumping social).

« Les accords de commerce ont servi les intérêts des grandes entreprises au détriment des travailleurs de tous les pays, développés ou en développement. »

« Au nom de la mondialisation, pour que leur pays reste compétitif, on a sommé les travailleurs d'accepter des baisses de salaires, une dégradation de leurs conditions de travail et des coupes dans les services publics essentiels dont ils ont besoin. »

En France, la notion est fortement connotée de libéralisme, au sens de « libéralisation mondiale ».

### Nouveaux pays industrialisés (NPI)
Jusqu'à la crise asiatique, les nouveaux pays industrialisés semblaient les grands gagnants de la mondialisation économique. Profitant d'une main-d'œuvre qualifiée et à faible coût, ils ont bénéficié d'investissements très importants en provenance des pays riches, ce qui leur a permis de construire une économie moderne et un système de formation solide, de sortir de la pauvreté. La crise asiatique a cependant montré l'étendue de leur dépendance à l'égard de marchés financiers prompts à l'emballement spéculatif comme à la panique.
Le bilan de la mondialisation économique pour ces pays est ainsi très contrasté, avec d'un côté des pays, comme la Corée ou Taïwan définitivement classés parmi les pays riches.
Le décollage économique de Corée du Sud se réalise sous une politique protectionniste et se déroule dans des conditions politiques et sociales très difficiles pour une grande partie de la population. Par la suite elle adhère à l'OMC et baisse ses tarifs douaniers.
D'autres, comme la Thaïlande et les Philippines, qui ont du mal à se remettre de la volatilité des investissements, et d'autres enfin qui bénéficient très largement de la mondialisation au niveau du pays, mais avec une répartition très inégale de ces gains (Brésil, Mexique, Chine).

### Pays en voie de développement
Sur le plan économique, les pays les plus pauvres restent largement en dehors du processus de mondialisation. Le consensus de Washington requiert des institutions stables et un niveau de développement humain (santé, éducation) que ne présentent pas la plupart de ces pays.

#### Inégalité de revenus
Les inégalités de revenus à l’intérieur même des pays développés sont une conséquence directe de la mondialisation. Celles-ci sont créées par les hiérarchies au sein des grandes entreprises. Les employés touchent un salaire fixe, faisant abstraction du succès de l’entreprise pour laquelle ils travaillent. Ce dernier peut être établi à l’heure, à l’année ou à un certain pourcentage de commissions. Les dirigeants, quant à eux, empochent une somme proportionnelle à l'ampleur de leur entreprise. Leur revenu net diffère de celui de leurs employés et l’écart se creuse au fil des années. Cette même recherche de profit va entraîner les entreprises à se délocaliser vers les pays en développement. Cela engendre la perte de milliers d’emplois chaque année dans les pays industrialisés. Ces personnes ont recours au chômage, ce qui accroît encore une fois l’inégalité de revenus.
La mondialisation crée un système d’exploitation marquée par une domination des pays industrialisés sur les pays en voie de développement, créant ainsi une inégalité de revenus entre les habitants de ces pays. Les États, étant des acteurs importants dans le processus de mondialisation, ont la possibilité d’instaurer des mesures pour protéger leurs habitants. En ce sens, les grandes entreprises manufacturières vont implanter leur production dans un pays où est offerte la possibilité de faire le plus de profits (salaire moins élevé, nombre d’heures de travail par jour plus grand, absence de syndicats, etc.) Les compagnies choisissent d'implanter leur production dans ces pays du tiers-monde mais vont bénéficier des profits à partir du pays où ils vivent, industrialisés. C’est donc non seulement à cause de l’exploitation des grandes entreprises mais aussi des différences de règles protégeant les travailleurs qu’il y a une inégalité de revenus si marquée entre les habitants des pays industrialisés et des pays en voie de développement. Le coût de la vie, les actions des lobbyistes et les tâches à accomplir ne sont toutefois pas identiques d’un pays à l’autre.

#### Conséquences économiques
Avec la mondialisation, les firmes ont plus de facilité à délocaliser leurs unités de production. « La concurrence internationale se renforce dans la plupart des secteurs. Les entreprises veulent réduire leurs coûts. Depuis de nombreuses années, les délocalisations sont un instrument pour y parvenir ». Une des critiques adressée aux délocalisations, est que les travailleurs dans les pays en voie de développement sont surexploités, « une fois internationalisées les chaînes de production, les entreprises n’ont guère tardé à aller chercher la main-d’œuvre dans les pays où elle leur coûte le moins cher». Les mauvaises conditions de travail ont des répercussions sur la santé de la main-d’œuvre. Les emplois manufacturiers à bas salaire sont un exemple : « travailler dans le secteur manufacturier augmente les risques sanitaires de 28 % ».

#### Conséquences environnementales
Un autre impact de la mondialisation économique est la pression sur les écosystèmes. Le phénomène « accentue donc l’industrialisation, la recherche de nouvelles terres, de nouveaux sous-sols, de nouvelles ressources à exploiter, ce qui fragilise de nombreux écosystèmes ». « Comme la plupart des dégâts causés à l’environnement, les retombées ne touchent pas seulement la nature elle-même, mais aussi les populations, en particulier les plus vulnérables. Les régions plus pauvres sont les plus affectées par le réchauffement climatique ». « Les excès du consumérisme et les dégâts majeurs de la multiplication des échanges et des interactions économiques » rendent les ressources naturelles surexploitées. « Le développement très rapide des pays émergents les a aussi conduits à devenir des émetteurs majeurs de gaz à effet de serre (GES) ».

#### Conséquences culturelles
Une autre conséquence de la mondialisation s'intéresse à la question de l'hégémonie culturelle des grandes puissances économiques:
Des conséquences financières pour les pays non occidentaux sont occasionnées étant donné que dans des pays en voie de développement comme en Haïti, « la quasi-totalité des ONG (organismes non gouvernementaux), dont 80 % des ressources financières proviennent des financements publics, constituent non seulement des sources de corruption, mais sont également perçues comme des structures mises sur pied par les organisations internationales pour donner un visage humain aux politiques d’ajustement imposées », lorsque « des organisations telles que le Fonds monétaire international ou la Banque mondiale facilitent grandement l’accès au prêt ».
Des conséquences culturelles pour les pays non occidentaux sont occasionnées. Bien que la mondialisation puisse avoir la capacité d'aborder indirectement l’accès à plusieurs influences culturelles, ce phénomène peut occasionner une fusion des cultures, «la vision d’un monde de plus en plus homogénéisé s’avère aujourd’hui l’interprétation la plus fréquente de la mondialisation-globalisation ».
Les impacts potentiellement néfastes sur les pays en voie de développement sont plus probables si un pays en développement « s’ouvre au commerce sans avoir une certaine base économique nationale au préalable », le plus souvent, le pays aura de moins bonnes performances économiques à long terme.

### Filmographie
- The Corporation : "Les Multinationales, la recherche pathologique du profit et du pouvoir".